# منظره‌ای از سنت‌جرومه
منظره ای از سنت‌جرومه (به انگلیسی: Vision of Saint Jerome) اثری است از نقاش شیوه گرای ایتالیای پارمیجانینو.
تابلو به صورت رنگ روغن و مابین سال‌های ۱۵۲۶–۱۵۲۷ خلق شده‌است. ابعاد این تابلوی نقاشی ۳۴۳ در ۱۴۹ سانتی‌متر بوده و هم‌اکنون در گالری ملی واقع در شهر لندن نگهداری می‌شود.